# Pietro Mura

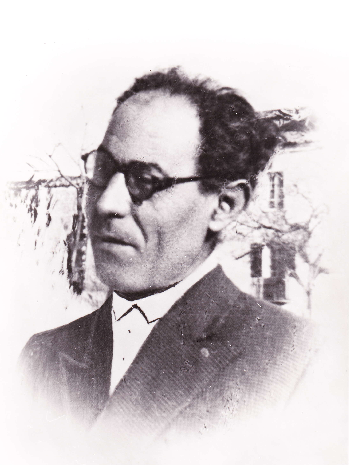
Pietro Mura

Pietro Mura, conosciuto anche col nome in lingua sarda di Predu Mura (Isili, 23 febbraio 1901 – Nuoro, 16 agosto 1966), è stato un poeta italiano considerato uno dei maggiori poeti in lingua sarda ed esponenti della filologia sarda del Novecento.Tra le sue opere è da annoverare Fippo operàiu 'e luche soliana considerato il manifesto della nuova poesia in lingua sarda.

## Biografia
Figlio di Antonio e Luigia Orrù, Predu Mura nasce a Isili nel 1901, ‘cittadina ridente del vecchio e sonante Sarcidano’, da una benestante famiglia di ramai e commercianti di rame. Il padre Antonio era un aribari che in romaniska, la lingua usata dai ramai dell’isilese, significava artigiano o meglio, come dichiarò lo stesso poeta, un cobeddari maggeri, cioè un ramaio di rango.
Giovanissimo si avvicinò alla centenaria tradizione locale e familiare della lavorazione del prezioso metallo seppur con scarso interesse. Frequentò con iniziale profitto le scuole elementari fino alla quarta ma abbandonandole successivamente, cosa della quale in seguito si pentì. Continuò tuttavia, oltre i banchi di scuola, a nutrire una forte passione per le letture che gli consentirono di acquisire una profonda cultura umanistica.
L’adolescenza di Mura fu segnata dalla Grande Guerra a causa della quale la famiglia si trovò in gravi difficoltà economiche vedendosi requisito dal Governo il rame necessario agli approvvigionamenti bellici. Con la chiusura della bottega di famiglia, Pietro Mura iniziò a seguire alcune gare poetiche locali che lo entusiasmarono talmente da iniziare a comporre versi all'età di 14 anni.
Finita la Guerra e ripreso il lavoro di ramaio, poco più che ventenne nel 1924 lasciò il Sarcidano per la Barbagia e si trasferì a Nuoro dove incontrò Maria Antonia Bande Ticca, “una bravissima ragazza figlia di ottima famiglia”, nipote del canonico nuorese Giuseppe Ticca, che diverrà l’anno successivo, il 9 ottobre 1925, sua sposa e madre dei suoi 5 figli (Antonio, Giuseppe, Sebastiano, Anna e Luisa). 
A Nuoro impiantò una bottega di articoli di rame che non trovò troppo successo a causa anche delle forti difficoltà che la Barbagia nuorese affrontava in quegli anni. Iniziò quindi a viaggiare anche nei paesi vicini per vendere i manufatti e fu proprio durante questo suo vagabondare (come egli stesso lo definì) che, spinto dalla naturale curiosità, cercò di capire meglio e più a fondo le sofferenze dei contadini e dei pastori sardi che saranno elementi fondanti e ricorrenti nelle sue opere. 
Nonostante le difficoltà economiche, proseguì l’attività artigiana e acquistò una cartolibreria ma ancora una volta la difficile situazione economica dell’Italia degli anni Trenta segnò la vita del poeta sardo tanto che a causa della crisi finanziaria che lo investì, nel 1936 partì in Africa Orientale come volontario e vi rimase per tre anni fino al 1939.
Rientrato a Nuoro, nel seguire i figli che frequentavano le scuole superiori, ebbe modo di dedicarsi a letture molto impegnative per un autodidatta. Sono questi gli anni importanti della sua formazione di poeta, quelli del dopoguerra. A Nuoro frequentò, come raccontano parenti ed amici, uomini di cultura e poeti quali Gonario Pinna, Raffaello Marchi, Gavino Pau. Sono anni che corrispondono con la maturità del poeta. 
Nel 1955 concepì un progetto di pubblicazione delle sue poesie nella variante nuorese della lingua sarda e ne predispose la copertina e il comunicato:
”Con questo fascicolo ha inizio la pubblicazione delle mie poesie. Cento operette diverse che presento al popolo sardo amante della poesia dialettale, convinto che saprà vagliarle con lo stesso spirito con cui amo la Sardegna”. [...] “Sono versi scaturiti dal pianto di centinaia di famiglie sarde (de cussas chi non tenent santos in corte) tra le quali ho passato molti giorni della mia vita dividendo con esse gioie e dolori. In questa modesta opera, ho tentato di esprimere aspirazioni e speranze del nostro popolo abbandonato da secoli. Chiedo scusa a certi lettori se dai miei versi non emana profumo (de sa petta arrustia) e chiedo scusa a tutti se non ho fatto meglio come forse avrei potuto se le circostanze della vita non mi avessero inchiodato col mio martello all’incudine sulla quale per molti anni cercai l'aurora riuscendo solo a scalfirle un fosso”.
Dal 1957 iniziò a partecipare al prestigioso Premio Ozieri che vinse successivamente nel 1960 con la poesia Sos chimbe orfaneddos e nel 1963 con Fippo operaiu ‘e luche soliana definito dal professore e linguista Nicola Tanda, “un vero e proprio manifesto della nuova poesia in limba sarda del Novecento” . Rivincerà il concorso con Prena sa notte ‘e crarore nel 1965. Sarà poi membro della giuria del Concorso poetico invitato dagli stessi giurati che videro in lui la scioltezza della lingua e la padronanza della metrica attraverso la quale impresse una spinta modernizzatrice a una tradizione secolare. Il contributo di Predu Mura viene ricordato per aver “modificato e riqualificato il sistema letterario sardo nel suo insieme”, immettendolo così da protagonista “nell'intero panorama complessivo della comunicazione letteraria italiana ed europea”. 
Morì a Nuoro il 16 Agosto del 1966.

### L’opera e i temi
”Una domenica sera vidi amici e altri giovani ascoltando una gara poetica che si svolgeva dentro una bettola. Entrai anch’io e cantai un’ottava: Avevo tredici o quattordici anni: scoppiarono tutti in un fortissimo applauso, tanto che mi tentarono a cantare ancora. Da quel giorno mi esibivo ogni tanto specialmente in occasioni di feste”. 
Pietro Mura iniziò a comporre versi in lingua italiana da autodidatta all'età di quattordici anni ispirandosi ai classici italiani. Solo in seguito adottò totalmente l’impiego della lingua sarda in logudorese, che rivela la modernissima vena poetica di fine sensibilità e coscienza sociale e “doveroso civismo” a favore della rinascita della Sardegna. Al tema della rinascita è legata la condizione umana e di lavoro dei sardi “nel travaglio del suo rinnovamento, nelle sue ricadute penose e nella volontà nuova di superamento e ascesa” che aveva caratterizzato gli anni cinquanta e sessanta. 
Come ebbe mirabilmente modo di ricordare Gonario Pinna «Pietro Mura ha cantato con sensibilità squisitamente moderna, e perciò con forme nuove e originali, la Sardegna nuragica, di ieri e di oggi, nella sua immobilità storica, nelle sue lacerazioni sanguinose, nel travaglio del suo rinnovamento, nelle sue ricadute penose e nella volontà di superamento e di ascesa; e ha fatto della lingua sarda uno strumento mirabile e aggiornato di espressione poetica, di potenza lirica». Il suo talento, i temi e i motivi dell’Andalusia che ricorrono nei suoi componimenti gli valsero, da parte di letterati nuoresi, l’appellativo di Garcia Lorca sardo. 

### La Sardegna e la lingua Sarda
Pietro Mura, e come lui Benvenuto Lobina, e successivamente Antoninu Mura Ena hanno avuto il merito e l'oneroso compito di usare la lingua sarda come uno strumento cardine per rilanciare con nuovi significati la profondità della poesia isolana del Novecento. Hanno sperimentato e denunciato con fervore romantico la complessa e controversa realtà dell’isola. E lo hanno fatto raccontando con straordinario sentimento la Sardegna come “luogo dell'immaginario che produce il progetto di un'identità dinamica, dal quale deriva l'energia vitale e morale di un nuovo modello di sviluppo economico e civile […]”.
Il nome di Pietro Mura rimane pertanto indissolubilmente legato alla straordinaria produzione poetica in lingua sarda del secolo scorso che trova nei suoi naturali antesignani rappresentanti Peppino Mereu e Montanaru. Per tutti la scelta della lingua sarda è stata la strada per cantare, attraverso la lirica, le storie della Sardegna del malessere, del banditismo e di tutti quei fenomeni sociali che hanno permeato nel bene e nel male la società isolana negli ultimi due secoli. Scrivere in lingua sarda ha rappresentato per Mura, lo strumento per divulgare l’immagine di una Sardegna arcaica e al contempo romantica, cercando di coinvolgere tutti gli strati sociali alti e quelli più umili, poeti colti, dunque, e poeti che la tradizione orale, almeno inizialmente, aveva alimentato e nutrito.
La tenace passione culturale lo spinse a leggere, a documentarsi, a informarsi, a impadronirsi della cultura del passato e di quella contemporanea per trasferirla nella sua lingua. È in questo incontro di vivace studio che scrisse opere al limite tra realtà e romanzo di denuncia come in L'hana mortu cantande in cui l’odio viene soffocato dal canto come espressione della felicità umana. Una felicità lontana in una terra vessata dalle difficoltà e forgiata nelle sofferenze. Ed allora il senso liberatorio del canto che solo può vincere i pensieri malvagi degli uomini e accomunarli nella fraternità e nella solidarietà.
In quest’opera è evidente la forza e l’energia con la quale il poeta racconta la tradizione di valori secolari come l'odio, il martirio e la vendetta, una piaga dolorosa, sempre aperta nella Sardegna del banditismo degli anni 50 e 60. La lingua sarda come strumento per testimoniare e urlare l’isolamento della Barbagia, forte e afflitta ma anche orgogliosa e fiera di perdonare. Il racconto della vita degli antichi sardi "belli, feroci e prodi" come li definiva Sebastiano Satta, con la tradizione dell’odio e della vendetta. 

## Opere
- Sas poesias d'una bida, edizione critica a cura di N. Tanda, Cagliari-Sassari, 2D Editrice Mediterranea, 1992.
- Sas poesias d'una bida, nuova edizione critica a cura di N. Tanda, con la collaborazione di R. Lai, Cagliari, Centro di Studi Filologici Sardi/Cuec, 2004.